# 尾川村
尾川村（おがわむら）は、高知県高岡郡にあった村。現在の佐川町の末尾に「耕」が付く区域および越知町の坂折川右岸（長者を除く）にあたる。

## 地理
- 河川：柳瀬川、坂折川

## 歴史
- 1889年（明治22年）4月1日 - 町村制の施行により、近世以来の尾川村が単独で自治体を形成。大字は設置せず。
- 1896年（明治29年） - 大字西山・本郷・古畑・峯・佐之国・南ノ川・山室を設置。
- 1954年（昭和29年）3月20日 - 佐川町・斗賀野村・黒岩村と合併し、改めて佐川町が発足。同日尾川村廃止。
- 1954年（昭和29年）4月15日 - 佐川町のうち旧村域の一部（大字南ノ川・佐之国および峰の一部）が越知町に編入。
- 1954年（昭和29年）10月10日 - 佐川町のうち旧村域の一部（大字山室）を越知町に編入。